# Дейч, Армин
Армин Джозеф Дейч (англ. Armin Joseph Deutsch, 1918 − 1969) — американский астроном и писатель-фантаст.

## Биография
Родился в Чикаго 25 января 1918 года. Получил степень бакалавра в Аризонском университете (1940). Поступил в аспирантуру в Чикагский университет, но его обучение было прервано Второй мировой войной. В 1942—1944 годах служил инструктором в училище технической подготовки военно-воздушных сил США в Чанут-Филд, штат Иллинойс.
С 1944 по 1946 годы работал помощником астронома в Йеркской обсерватории, где при помощи 40-дюймового рефрактора занимался исследованием спектров переменных звёзд типа A. В 1946 году защитил диссертацию по теме «A Study of the Spectrum Variables of Type A» в Чикагском университете, в которой описал ряд новых переменных звёзд типа A, определил периоды для нескольких из них и составил первый каталог таких объектов.
Работал инструктором в Университете штата Огайо (1946—1947), инструктором (1947—1949) и преподавателем (1949—1950) в Гарвардском университете. В 1951 году вошёл в штат обсерватории Маунт-Вилсон и Паломарской обсерватории в Пасадине, где и проработал до конца своей жизни. Скончался 11 ноября 1969 года.

## Научный вклад
Основные труды в области звёздной спектроскопии. Для объяснения сложных изменений в спектрах магнитных A-звёзд предложил в 1956 модель наклонного ротатора — звезды с сильным дипольным магнитным полем, вращающейся вокруг оси, наклоненной по отношению к земному наблюдателю. Получил наблюдательные доказательства истечения вещества из красных гигантов, оценил скорость истечения и теряемую массу.

## Литературное творчество
Автор научно-фантастических рассказов, самый известный из которых — «Лист Мёбиуса» — был многократно экранизирован:
- Лист Мёбиуса (фильм, 1988) (СССР)
- Мёбиус (фильм, 1993) (Германия)
- Мёбиус (фильм, 1996) (Аргентина)
- Мёбиус 17 (Германия, 2005 год).

## Память
В 1970 году в честь Армина Дейча был назван кратер на Луне.